# Molucas (província)
A província indonésia das Molucas (Maluku, em indonésio) compreende a porção meridional do arquipélago das Molucas. Sua capital é Ambão. A província possui uma população de 1 313 022 habitantes (2004) e uma área de 46 975 km². 

A totalidade das Molucas formaram uma única província da Indonésia entre 1950 e 1999, quando os distritos das Molucas do Norte e de Halmaera foram desmembrados e unidos na nova província das Molucas do Norte.

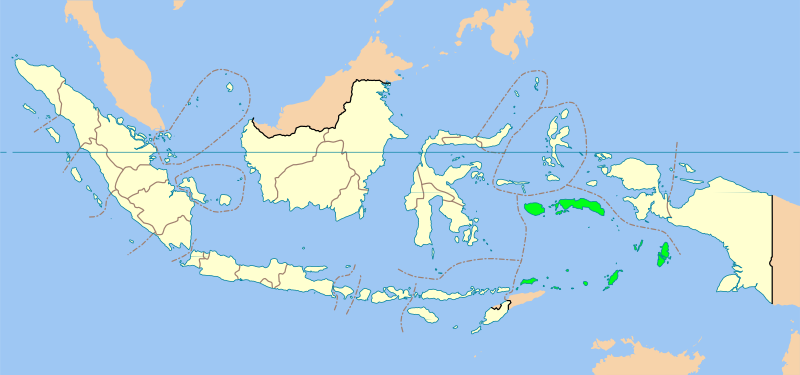
Mapa da Indonésia com a localização da província das Molucas.